# Europäischer Märchenpreis
Der Europäische Märchenpreis wird seit 1986 jährlich an Personen oder Organisationen verliehen, die sich öffentlichkeitswirksam und „über einen längeren Zeitraum [um] die Erforschung und Erhaltung des europäischen Märchen- und Sagengutes“ verdient gemacht haben. Der Preis wurde von der Märchen-Stiftung Walter Kahn gestiftet und ist mit 5.000 Euro dotiert. 1995 und 2020 wurde der Preis nicht vergeben.
Anfangs bestimmte Walter Kahn, wer mit dem Preis ausgezeichnet werden sollte, später ein Gremium. Die Bekanntgabe erfolgt meist zwischen April und Juli eines Jahres. Überreicht wurde der Preis zuerst bei den Tagungen der Europäischen Märchengesellschaft – und damit an wechselnden Orten –, „später dann auch in Kassel im dortigen Märchenmuseum an der Schönen Aussicht“ und seit vielen Jahren wird der Preis verliehen im September während der Märchentage im unterfränkischen Volkach im Rahmen eines Festaktes im Schelfenhaus.

## Preisträger
- 1986: Marianne Klaar (1905–1994), Freiburg[1]
- 1987: Otto Betz (* 1927), Thannhausen[1]
- 1988: Max Lüthi (1909–1991), Zürich[1]
- 1989: Isidor Levin (1919–2018), St. Petersburg[4]
- 1990: Rudolf Geiger (1908–1999), Buchenbach[5]
- 1991: Lutz Röhrich (1922–2006), Freiburg[6]
- 1992: Franz Vonessen (1923–2011), Freiburg[7]
- 1993: Wolfdietrich Siegmund (1923–2018), Telgte[8]
- 1994: Walter Scherf (1920–2010), Petershausen[9]
- 1996: Pirkko-Liisa Rausmaa (* 1934), Helsinki[10]
- 1997: Jurjen van der Kooi (1943–2018), Groningen[11]
- 1998: Katalin Horn (* 1934), Basel[12]
- 1999: Siegfried Neumann (1934–2025), Rostock[13]
- 2000: Annemarie Verweyen (1928–2015), Mönchengladbach[14]
- 2001: Ursula Heindrichs (1928–2024) und Heinz-Albert Heindrichs (1930–2021), Gelsenkirchen[15]
- 2002: Helmut Fischer (1934–2023), Hennef[16]
- 2003: Diether Röth (* 1923), Kassel[17]
- 2004: Reimund Kvideland (1935–2006), Paradis (Norwegen)[18]
- 2005: Hans-Jörg Uther (* 1944), Göttingen[19]
- 2006: Sigrid Schmidt (* 1930), Hildesheim[20]
- 2007: Toshio Ozawa (* 1930), Japan[21]
- 2008: Viera Gašpariková (* 1928), Bratislava[22]
- 2009: Dietz-Rüdiger Moser (1939–2010), München[23]
- 2010: Rolf Wilhelm Brednich (1935–2023), Freiburg[24]
- 2011: Gundula Hubrich-Messow (* 1944), Sterup[25]
- 2012: Wolfgang Mieder (* 1944), Burlington (USA)[26][27]
- 2013: Heinz Rölleke (1936–2023), Neuss[28][29]
- 2014: Stefaan Top (* 1941), Rotselaar (Belgien)[30][31]
- 2015: Kristin Wardetzky (* 1942), Berlin[32][33]
- 2016: Hermann Bausinger (1926–2021), Tübingen[34][35]
- 2017: Nicole Belmont (* 1931), Paris und Alice Joisten (* 1930), Grenoble (Frankreich)[36][37]
- 2018: Juha Pentikäinen (* 1940), Helsinki[38][39]
- 2019: Deutsches Märchen- und Wesersagenmuseum und dessen Leiterin Hanna Dose (* 1955), Bad Oeynhausen[40][41]
- 2021: Helge Gerndt (* 1939), München[42][43]
- 2022: Maria del Carme Oriol Carazo (* 1955), Tarragona (Spanien)[44][45][46]
- 2023: Holger Ehrhardt (* 1964), Kassel[47][48]
- 2024: Walter Puchner (* 1947), Athen[49]
- 2025: Christoph Schmitt (* 1956), Rostock[50]